# 藤原藤成
藤原 藤成（ふじわら の ふじなり）は、平安時代初期の貴族。藤原北家、左大臣・藤原魚名の五男。秀郷流藤原氏の祖。官位は従四位下・伊勢守。

## 経歴
弘仁2年（811年）播磨介に任ぜられ、弘仁4年（813年）移配させた夷俘に対する教化や、夷俘からの要請に対応するための専当官を兼ねる。のち、播磨守・伊勢守と嵯峨朝においては主に地方官を務めた。この間、弘仁6年（815年）正五位下、弘仁8年（817年）従四位下と昇進した。
弘仁13年（822年）5月4日卒去。享年47。最終官位は伊勢守従四位下。

## 人物
吃音で流暢に話せなかった。内外の諸官を歴任したが、可もなく不可もなくといった様子であった。

## 官歴
『日本後紀』による。
- 時期不詳：従五位上
- 弘仁2年（811年） 正月29日：播磨介
- 弘仁6年（815年） 正月7日：正五位下。7月2日：播磨守
- 弘仁8年（817年） 正月7日：従四位下
- 時期不詳：伊勢守
- 弘仁13年（822年） 5月4日：卒去（伊勢守従四位下）

## 系譜
『尊卑分脈』による。
- 父：藤原魚名
- 母：津守氏
- 妻：鳥取業俊の娘
  - 男子：藤原豊沢（藤原秀郷の祖父）
- 生母不詳の子女
  - 男子：藤原季雄（または秀雄）
  - 男子：藤原貞宗
  - 男子：藤原春雄
  - 男子：藤原秋雄
  - 男子：藤原豊雄
  - 男子：藤原宗雄
  - 男子：藤原澤雄
  - 男子：藤原山雄
  - 女子：藤原氏宗室